# Phil Armour
Phil Armour (Geneva, 9 dicembre 1976) è un ex giocatore di football americano statunitense che ha militato nel ruolo di centro nella National Football League.

## Carriera
Al college Armour giocò a football alla University of North Texas. Dopo non essere stato scelto nel Draft NFL 1999 firmò con gli Indianapolis Colts ma perse tutta la sua prima stagione per un infortunio subito durante il training camp. L'anno seguente disputò 3 partite come riserva del centro Jeff Saturday. Fu svincolato il 21 aprile 2001 e si ritirò ufficialmente nel gennaio 2003.